# Tafsir Malick Ndiaye

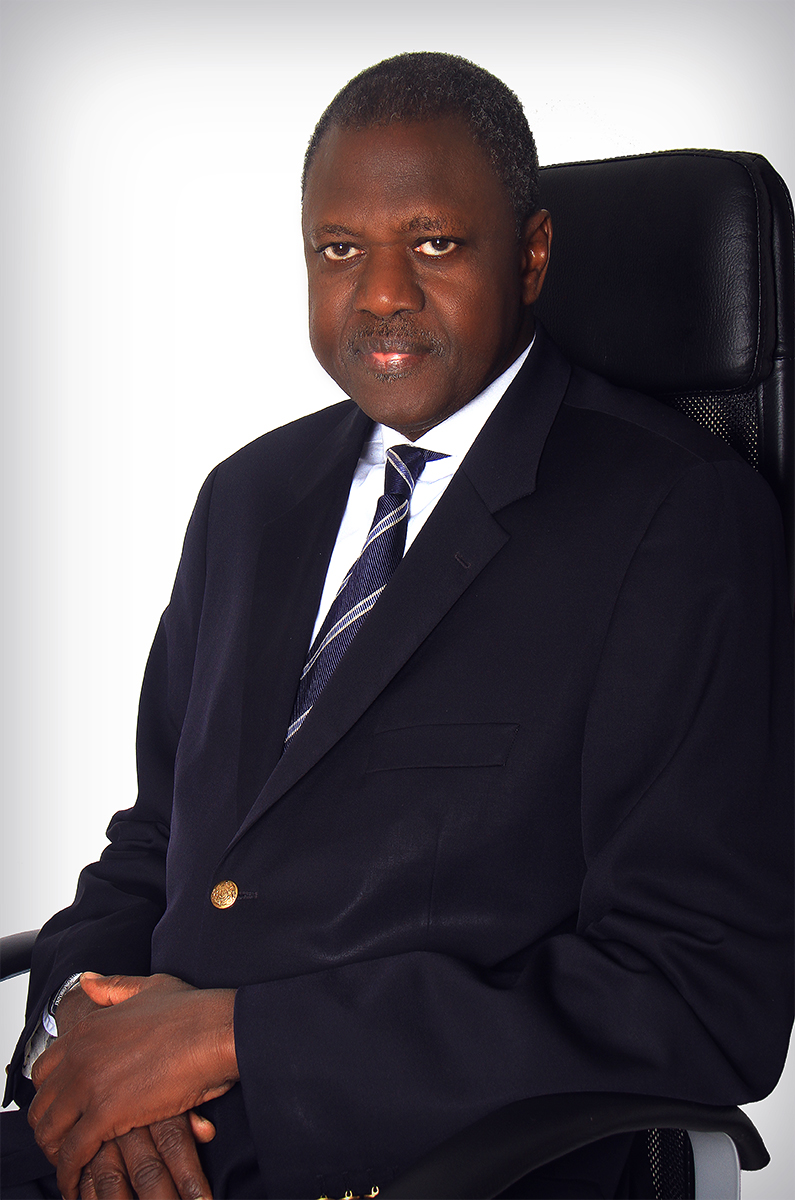
Richter Tafsir Malick Ndiaye

Tafsir Malick Ndiaye (* 7. Februar 1953 in Kaolack, Senegal; † 8. März 2024) war ein senegalesischer Jurist. Von 1996 bis 2020 war er Richter am Internationalen Seegerichtshof.

## Leben
Ndiaye absolvierte im Rahmen seines Studiums der Rechtswissenschaften 1979 ein Praktikum bei den Vereinten Nationen, bevor er als Bester seines Jahrgangs 1980 seinen Abschluss am Institut des hautes études internationales in Paris erwarb. Hieran schloss sich ein Aufbaustudium mit Vertiefungsrichtung Völkerrecht an, das Ndiaye ebenfalls als Jahrgangsbester 1980 abschloss. Nach einem Aufenthalt an der Haager Akademie für Völkerrecht 1981 promovierte er 1984 magna cum laude zum Doktor der Rechte.
Von 1984 bis 1985 arbeitete er an der Université Cheikh Anta Diop de Dakar. Im Fall Maritime Delimitation between Guinea-Bissau and Senegal (Guinea-Bissau v. Senegal) vertrat Ndiaye den Senegal vor einem Schiedsgericht in Genf (1985–1989) sowie vor dem Internationalen Gerichtshof (1989–1991). 1991 war er zudem Berichterstatter der Kommission zur Reform des senegalesischen Wahlgesetzes. 1996 wurde Ndiaye Richter am Internationalen Seegerichtshof in Hamburg. Dieses Amt hatte er bis 2020 inne. Im Rahmen dieser Tätigkeit saß er von 2011 bis 2014 der Kammer für Fischereistreitigkeiten vor.

## Auszeichnungen
- Ritter des senegalesischen Nationalordens Ordre national du Lion seit 1995
- Komtur des senegalesischen Ordre national du Mérite seit 1998
- Großoffizier des Ordre national du Mérite seit 2017

## Publikationen (Auswahl)
- Le président en exercice de l’Organisation de l’Unité Africaine, éléments pour une théorie de l’institution à la lumière de l’expérience sénégalaise. Nouvelles Éditions Africaines, Dakar 1988, ISBN 2-7236-1049-7
- Law of the sea, environmental law and settlement of disputes, liber amicorum Judge Thomas A. Mensah. Nijhoff, Leiden 2007, ISBN 978-90-04-16156-6
- Proceedings on the merits before the International Tribunal for the Law of the Sea. In: The Indian journal of international law. Band 48 (2008) ISSN 0019-5294, S. 215.